# Paul R. Ehrlich

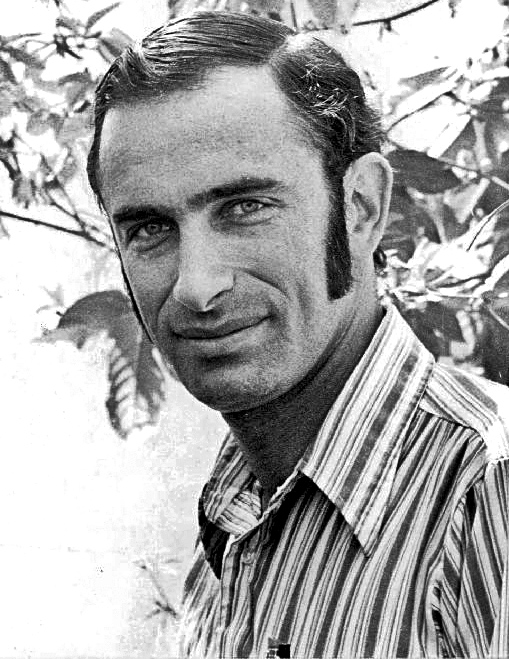
Paul Ehrlich in 1974

Paul Ralph Ehrlich (Philadelphia (Pennsylvania), 29 mei 1932) is een Amerikaanse bioloog, demograaf en activist, die bekend werd door zijn waarschuwingen met betrekking tot de bevolkingsgroei en de mogelijke uitputting van de natuurlijke hulpbronnen. Hij werd ook lid van de Club van Rome, die zich inzette voor het behoud van de planeet Aarde. In zijn controversiële boek The Population Bomb (De bevolkingsexplosie) uit 1968, voorspelde hij dat de wereld door overbevolking snel een punt zou bereiken waarop massale hongersnood zou uitbreken door gebrek aan voedsel. Een van de oplossingen zou, volgens Ehrlich, desnoods gedwongen geboortebeperking kunnen zijn.

## Biografie
Paul Ehrlich werd geboren in Philadephia, als zoon van William Ehrlich en Ruth Rosenberg. Zijn vader verkocht overhemden en zijn moeder gaf Griekse en Engelse les op een middelbare school.
De eerste inspiratie om biologie te gaan studeren kreeg Ehrlich tijdens zijn middelbareschooljaren, toen hij het boek Road to Survival las. Dit boek van William Vogt dateert uit 1948 en was een vroege studie naar (te) snelle bevolkingsgroei en voedselproductie.
In 1953 behaalde Ehrlich zijn bachelor in de zoölogie aan de Universiteit van Pennsylvania en twee jaar later zijn master aan de Universiteit van Kansas.
Sinds 1954 is Paul Ehrlich getrouwd met Anne H. Ehrlich (in 1933 geboren als Anne Fithugh Howland). Ze hebben één dochter, Lisa Marie. Naar verluidt heeft Ehrlich, na de geboorte van zijn eersteling, zich laten steriliseren.
Tijdens zijn studie nam hij deel aan onderzoek naar insecten in het gebied van de Beringzee en de Canadese Arctische Eilanden. Ook onderzocht hij de genetica en het gedrag van parasitaire mijten. In 1959 kreeg hij een aanstelling aan de biologiefaculteit van de Stanford-universiteit en werd uiteindelijk in 1966 hoogleraar biologie. Ehrlich specialiseerde zich in de entomologie, met name in de vlinders. Samen met Peter Raven ontwikkelde hij de theorie van de co-evolutie van planten en vlinders.
Hij is directeur van het Center for Conservation Biology van de Stanford Universiteit en lid van de American Association for the Advancement of Science en de American Philosophical Society.
Samen met bioloog Edgar Osborne Wilson ontving hij in 1990 de Zweedse Crafoordprijs. Deze prijs, toegekend door de Koninklijke Zweedse Academie voor Wetenschappen is bedoeld voor die terreinen van wetenschap die niet door de Nobelprijzen bestreken worden.
Ehrlich behoort tot de meest geciteerde wetenschappers op het gebied van ecologie en milieu.

## Uitsterving
Tijdens een voordracht, in maart 2017, deed Ehrlich een ethisch beroep op de mensheid om onze medeaardbewoners (de dieren) te beschermen.
De ecosystemen en daarmee de biodiversiteit staan onder druk. Het hele systeem van de landbouw kan onmogelijk bestaan zonder de hulp van de natuur, zoals de insecten.
Ieder jaar verdwijnen vele soorten door menselijk activiteit. Grote natuurrampen sorteren een onmiddellijk en zichtbaar effect. Maar het einde van de beschaving, zoals Ehrlich dat voor zich ziet, voltrekt zich op de achtergrond en haast ongemerkt. Zo zijn we de afgelopen 40 jaar de helft van de (wilde) dieren kwijt geraakt. Zoogdieren, zoals leeuwen en neushoorns, zijn bijna verdwenen. En uitsterving, benadrukt hij, is een onomkeerbaar proces.
Verscheidene studies schetsen een alarmerend beeld over de drastische afname van de hoeveelheid insecten wereldwijd. Populaties van bekende insecten zoals bijen, vlinders en libellen nemen sterk in omvang af. Ook minder aansprekende soorten zoals motten, kevers en zweefvliegen staan onder druk. De invloed van de mens op het natuurlijke landschap eist zijn tol.
Volgens een overzichtsstudie die in 2014 verscheen in het tijdschrift Science zijn de populaties van alle insecten en andere ongewervelde dieren de afgelopen veertig jaar wereldwijd met 45 procent geslonken. Voor vlinders en motten is dit 35 procent.
Wanneer alle honingbijen in de Verenigde Staten zouden zijn verdwenen, zou de schade voor de VS 18 miljard dollar bedragen, zo heeft Ehrlich becijferd. Microben raken ook in een snel tempo uitgestorven.
Habitats van vissen en vogels verdwijnen door de landbouw. Er zitten meer stukken plastic in de oceaan dan vissen en het plastic komt in de voedselketen en uiteindelijk in onze hersenen terecht.

## The Population Bomb
Zijn eerste bekendheid kreeg Ehrlich door een radio-uitzending in april 1967.
Het was een opname van een lezing over overbevolking die Ehrlich had gehouden en deze veroorzaakte zoveel publiciteit dat hij door een uitgeverij benaderd werd om er een boek over te schrijven. Hij stemde hiermee in en schreef, samen met zijn vrouw Anne, The Population Bomb.
Het boek opende Ehrlich met de volgende verklaring: "De veldslag om de hele mensheid te kunnen voeden is verloren. Ik voorspel dat in de jaren 70 honderden miljoenen mensen van de honger zullen sterven. Ondanks alle noodhulpprogramma’s die nu (in 1968) worden ingezet, is het onvermijdelijk dat het sterftecijfer wereldwijd de komende jaren drastisch zal stijgen."
In The Population Bomb bepleitte hij geboortebeperking in de Verenigde Staten, het liefst via een systeem van beloningen en boetes, maar desnoods onder dwang als het niet vrijwillig ging. Ook vond hij politieke druk gepast om andere landen te dwingen programma’s uit te voeren die bestonden uit ontwikkeling van de landbouw en geboortebeperking.
Dat daarmee democratie en mensenrechten gevaar kunnen lopen, nam hij blijkbaar voor lief, aldus de Groene Amsterdammer. In India werden vrouwen in de jaren zeventig op grote schaal tot sterilisatie gedwongen.

## Draagkracht Aarde
Op de eerste Dag van de Aarde, in 1970, waarschuwde Paul Ehrlich al dat "binnen tien jaar alle belangrijke diersoorten in de oceanen verdwenen zullen zijn." Vanaf 1990 verlegde Ehrlich zijn focus naar de draagkracht van de aarde. De bevolking kan niet onderhouden worden zolang de niet hernieuwbare hulpbronnen uitgeput raken en het milieu vernietigd.
In een interview in 2004 verklaarde Ehrlich dat 600 miljoen mensen wereldwijd honger leden en miljarden ondervoed waren.
Opnieuw drong hij erop aan dat regeringen mensen zouden moeten ontmoedigen om meer dan 2 kinderen te krijgen. Bijvoorbeeld door gezinnen met veel kinderen meer belastingen te laten betalen.
In 2011 passeerde de wereldbevolking de grens van zeven miljard. Ehrlich blijft doorgaan met de politiek te bestoken met onderzoek naar bevolkingsgroei en hulpbronnen, maar hij heeft nadruk verlegd naar bedreigde diersoorten en ethische vraagstukken op het gebied van het milieu.
Nog steeds is Paul Ehrlich uitermate pessimistisch over de groei-manie, de eis dat de economieën moeten blijven groeien. Hij noemt deze hebzucht een groeiende kankergezwel
en waarschuwt dat "de aarde in 2110 geen 11 miljard inwoners kan dragen. Het natuurlijk kapitaal kent geen prijs, zegt hij, en de "arme mensen zijn het slachtoffer en de arme landen betalen de tol." Om verdere ineenstorting te voorkomen is er voor hem maar één alternatief: een duurzame wereld.

## Kritiek
Tijdens zijn hele wetenschappelijke loopbaan is Ehrlich geconfronteerd met kritiek uit velerlei hoeken. Zo voorspelde hij dat Groot-Brittannië in het jaar 2000 verworden zou zijn tot een groep verarmde eilanden, bewoond door 70 miljoen hongerige mensen. Voor India en Egypte voorzag Ehrlich dat ze door massale hongersnood getroffen zouden worden. Een aantal jaren later werd duidelijk dat er zich in India geen humanitaire ramp voltrok, maar een razendsnelle economische ontwikkeling. Het jaar 2000 kwam en Engeland stond nog steeds op de kaart.
Het tijdschrift The Atlantic noemde Ehrlichs uitspraken een mengsel van hysterie en morele gekte.
Maar, zo zeggen zijn medestanders, door zijn waarschuwingen zijn landen wel in actie gekomen.
Het was vooral de toon van Ehrlich, die veel collega’s tegen de borst stuitte, niet zozeer de onderliggende kerngedachte. Ehrlich herhaalde de argumenten van Thomas Malthus. Deze demograaf had in 1798 in An Essay on The Principle of Population exact dezelfde zorgen uitgesproken.

## 45 jaar later
In een vraaggesprek met Forbes, gepubliceerd in 2013, keek Ehrlich terug op The Population Bomb, dat hij 45 jaar daarvoor schreef en constateert dat zijn boek te optimistisch was. Zijn vrouw Anne en hij hadden verwacht dat de klimaatverandering pas tegen het einde van de 21e eeuw een probleem zou zijn, terwijl we er nu al middenin zitten. Hij erkent dat hij te pessimistisch was over de voedselsituatie.
Julian Simon, hoogleraar economie en het milieu, met wie Ehrlich een weddenschap over de toekomst van de aarde afsloot,
is ervan overtuigd dat overbevolking geen probleem op zichzelf is en dat de mensheid zich altijd zal aanpassen aan de veranderende omstandigheden.
Ehrlich houdt staande dat de mensheid de catastrofe tijdelijk nog heeft afgewend door het gebruik van meer intensieve landbouwmethoden, die werden geïntroduceerd tijdens de zogenaamde Groene Revolutie.
In 2017 was Ehrlich uitgenodigd door het Vaticaan om te spreken op een conferentie over het behoud van de natuur. Zijn uitnodiging was controversieel, omdat, in tegenstelling tot Ehrlich, de Kerk gedwongen abortus provocatus en massale sterilisatie ten sterkste afwijst en hij kort daarvoor de paus en vele bisschoppen nog omschreef als de 'ware slechte, regressieve krachten op de planeet'. Ehrlich meldde blij te zijn met de richting die de Katholieke Kerk, onder leiding van paus Franciscus volgens hem was ingeslagen :"Ik denk dat de paus de bedreiging van toekomstige levens ziet en het voorbestaan van onze samenleving door overbevolking."
Paul Ehrlich heeft vanaf de jaren 1960 diverse uitspraken gedaan over de teloorgang van het milieu. Naderhand werd er hem op gewezen dat hij er vaak naast zat. Zelf noemde hij ze liever scenario’s, hoe de ontwikkelingen mogelijk zouden kunnen verlopen. Hij ontkent met klem dat het voorspellingen waren.
In feite zijn zijn uitspraken gemeengoed geworden,

alleen is nu niet hongersnood maar de klimaatverandering het dominante doemscenario.

## Publicaties
- How to Know the Butterflies (1960)
- The Population Bomb (1967)
- Population, Resources, Environments: Issues in Human Ecology (1970)
- Introductory Biology (1973)
- The End of Affluence (1975)
- Extinction (1981)
- The Cassandra Conference: Resources and the Human Predicament (1988)
- The Birder's Handbook: A field Guide to the Natural History of North American Birds (1988, met David S. Dobkin and Darryl Wheye)
- Human Natures: Genes, Cultures, and the Human Prospect (2002)
- One With Nineveh: Politics, Consumption, and the Human Future (2004, co-authored with Anne Ehrlich)